# Guy Melamed (Fußballspieler, 1992)
Guy Melamed (hebräisch גיא מלמד; * 21. Dezember 1992 in Raʿanana) ist ein israelischer Fußballspieler.

## Karriere
Melamed begann seine bei Hapoel Kfar Saba. Für Kfar Saba spielte er im Dezember 2011 gegen Hapoel Bnei Lod erstmals in der Liga Leumit.
Zur Saison 2013/14 wechselte er zum Erstligisten Maccabi Petach Tikwa. Sein Debüt in der Ligat ha’Al gab er im August 2013, als er am ersten Spieltag jener Saison gegen Hapoel Ra’anana in der 72. Minute für Dia Saba eingewechselt wurde.
Im Januar 2014 wurde er für ein halbes Jahr an den Zweitligisten Maccabi Herzlia verliehen. Nach dem Ende der Leihe kehrte er zu Petach Tikwa zurück. In der Saison 2014/15 absolvierte er 27 Ligaspiele, in denen er vier Tore erzielen konnte. In der Saison 2015/16 war er mit sechs Toren in 23 Spielen der beste Torschütze seiner Mannschaft in der Liga. Nach der Folgesaison wechselte Melamed zu Hapoel Be’er Scheva, wo er nur eine Spielzeit absolvierte, in dieser aber fünf Tore in siebzehn Spielen zum Meistertitel beitragen konnte. Danach war er für Maccabi Netanja aktiv und fand 2020 in FC St. Johnstone einen Verein in Schottland. Mit ihm wurde er schottischer Pokalsieger, obwohl er im Finale ohne Einsatz blieb. Nachdem er sich nicht durchsetzen konnte, kehrte er in seine Heimat zurück, diesmal zu FC Bnei Sachnin. 2023 fand er in Hapoel Haifa einen neuen Verein.